# Encarnación García Amo
María Encarnación García Amo (Madrid, 3 de mayo de 1943) es una catedrática de filosofía y escritora española especializada en novela histórica.

## Trayectoria
Doctora en Filosofía con una tesis sobre la teoría del conocimiento en Thomas Hobbes, García Amo es además doctora en Historia con una tesis sobre el municipio de Ayllón durante el Antiguo Régimen y licenciada en Psicología, estudios que realizó en la Universidad Complutense de Madrid. Ha sido profesora de Filosofía de enseñanza media y ha ejercido en institutos de Ciudad Real y Madrid.
Muy vinculada a la comarca del nordeste segoviano y a Aranda de Duero, una vez jubilada se ha dedicado a profundizar en la historia de Castilla en el periodo que comprende la Baja Edad Media y el siglo XVI. Fruto de esta investigación y de sus viajes, son sus novelas históricas ambientadas en estos periodos, así como un libro de viajes, Al Norte del Duero, publicado en 2016.
García Amo se ha especializado también en visibilizar a mujeres históricas que permanecen aún en las sombras. La conferencia tipo donde se refiere a ellas se titula precisamente «Mujeres detrás de las sombras» y habla, entre otras, de la iluminadora de beatos del siglo X Ende, de la pintora del siglo XIV Teresa Díez, autora de las pinturas de Santa Clara de Toro, de la escritora y religiosa burgalesa Teresa de Cartagena, de Isabel Téllez de Meneses (siglo XIV) y María de Sarmiento, que mandaron tropas y defendieron castillos, y de Teresa Martínez (Cantalapiedra) y Antona García (Toro), heroínas de la Guerra de Sucesión Castellana.

## Características de su obra literaria
Con una sólida documentación histórica, que la lleva a relatar sucesos históricos y a retratar personajes reales, bien como personajes secundarios o complementarios, las protagonistas de sus obras son mujeres jóvenes, capaces de dirigir sus destinos en un periodo en el que «estar en la historia se pagaba». Según García, se nos ha hecho creer, a medida que nos remontamos en la historia, que las mujeres no han tenido relevancia, han sido más inútiles y han estado más oprimidas, y esto es falso, lo que sí que ha habido ha sido una invisibilización de estas mujeres, un intento por parte de los varones de mantenerlas ocultas, no sea que les hicieran sombra. En la Edad Media hay mujeres nobles que defienden castillos y mandan sus tropas, imparten clases en la universidad y son artistas reconocidas, suele recordar la autora no solo en sus conferencias sino también en sus entrevistas.
Las novelas de esta autora han sido calificadas como «thriller histórico» y en ellas las protagonistas desarrollan un sexto sentido para la investigación de ciertos crímenes, observando detalles e indicios que han pasado por alto otros.
A García Amo le interesa contar la vida de la gente corriente, de ahí que aproveche sus conocimientos del periodo para documentar esa vida de la que normalmente se aparta la historia tradicional, más centrada en los reyes y la alta nobleza.

## Principales obras

### Estudios históricos
- Ordenanzas de Maderuelo Años 1541 y 1542.[10]

### Ficción[11]
- 2008: Un gato salvaje. Accésit del VIII Certamen Nacional de Novela “Premio Ámbito Ediciones” de la ciudad de Dueñas.[12]
- 2010: Historias de Francisca. Detective en el siglo XVI.
- 2011: El juramento de Salazar.
- 2013: La sombra de la muerte.
- 2014: Francisca, detective en el siglo XVI.
- 2015: Otros horizontes para Francisca.
- 2017: Francisca detective del siglo XVI. Giros en el tiempo.
- 2018: Largo camino: Francisca detective en el siglo XVI

### Viajes
- 2016: Al Norte del Duero.

## Premios[12]
- 1980: Primer Premio (prosa) del VII concurso Literario organizado por la Asociación Deportiva y Cultural Michelín (Aranda de Duero).
- 2005: Primer Premio del Concurso de Relatos Breves sobre igualdad de Género convocado por el Ayuntamiento de Aranda de Duero.
- 2006: Tercer Premio del Concurso de Relatos Breves sobre igualdad de Género convocado por el Ayuntamiento de Aranda de Duero.
- 2008: Accésit del VIII Certamen Nacional de Novela “Premio Ámbito Ediciones” de la ciudad de Dueñas con la novela Un gato salvaje.